# Liste bekannter Professoren und ehemaliger Studenten der Kunstakademie Karlsruhe
Dies ist eine Liste bekannter Professoren und ehemaliger Studenten der Staatlichen Akademie der Bildenden Künste Karlsruhe.

## A
- Franz Ackermann (* 1963), Maler (Professor seit 2001)
- Peter Ackermann (1934–2007), Maler und Grafiker
- Götz Adriani (* 1940), Honorarprofessor und Kunsthistoriker
- Hiromi Akiyama (1937–2012), japanischer Bildhauer
- Heinrich Altherr (1878–1947), Schweizer Maler (Professor für Malerei)
- Horst Antes (* 1936), Maler und Grafiker
- Leopold Armbruster (1862–1936), Bildhauer
- Klaus Arnold (1928–2009), Maler und Bildhauer

## B
- Silvia Bächli (* 1956), Schweizer Zeichnerin
- Hermann Baisch (1846–1894 in Karlsruhe), Landschafts- und Tiermaler (Professor ab 1880)
- Stephan Balkenhol (* 1957), Bildhauer (Professor seit 1992)
- Georg Baselitz (* 1938), Maler und Bildhauer
- Heiner Bauschert (1928–1986), Holzschneider und Aquarellist
- Heinrich Bauser (1858–1942), Bildhauer
- Karl Biese (1863–1926), Landschaftsmaler und Lithograf
- John Bock (* 1965), Konzept- und Aktionskünstler (Professor seit 2004)
- Otto Richard Bossert (1874–1919), Grafiker und Maler
- Eugen Bracht (1842–1921), Maler
- Hanna Breidinger-Spohr (1922–2000), Malerin und Holzschnitt-Künstlerin
- Hans Breinlinger (1888–1963), Maler
- Hans Adolf Bühler (1877–1951), Maler

## C
- Ernst Caramelle (* 1952), österreichischer Künstler (Professor 1994–2018, Rektor 2012–2018)
- Louisa Clement (* 1987), Künstlerin
- Walter Conz (1872–1947), Maler und Radierer
- Adolf Des Coudres (1862–1924), Landschaftsmaler
- Ludwig Des Coudres (1820–1878), Historien- und Porträtmaler (Professor ab 1855)
- Paul Eduard Crodel (1862–1928), Maler
- Siegfried Czerny  (1889–1979), Maler (Professor von 1933 bis 1945)

## D
- Ankalina Dahlem (* 1968), Malerin und Schriftstellerin
- Karl Deppert (1897–1988), Maler und Lyriker
- Tatjana Doll (* 1970), Malerin (Professorin seit 2009)
- Helmut Dorner (* 1952), Maler
- Peter Dreher (1932–2020), Maler
- Gerd van Dülmen (1939–2023), Maler

## E
- Marcel van Eeden (* 1965), niederländischer Maler und Zeichner (Professor für Malerei)
- Willi Egler (1887–1953), Maler
- Walter Eglin (1895–1966), Schweizer Maler, Grafiker und Mosaizist
- Eva Eisenlohr (1891–1977), Malerin und Bildhauerin
- Karl Heinz Engelin (1924–1986), Bildhauer (Außenstelle Freiburg)
- Gisela Engelin-Hommes (1931–2017), Bildhauerin (Außenstelle Freiburg)
- Hans Martin Erhardt (1935–2015), Maler und Grafiker
- Margareta Erichsen (1916–2006), Malerin und Illustratorin

## F
- Friedrich Fehr (1862–1927), Maler
- Albert Fessler (1908–1978), Maler und Kunstpädagoge
- Hans Fischer-Schuppach (1906–1987), Maler und Zeichner der klassischen Moderne
- Hans Michael Franke (1963–2014), Bildhauer
- Andreas Franzke (* 1938), Kunsthistoriker
- Hugo Karl Frech (1883–1945), Maler und Graphiker
- Max Frey (1874–1944), Maler

## G
- Fritz Genkinger (1934–2017), Maler
- Rolf Gentz (* 1939), Maler und Bildhauer
- Walter Georgi (1871–1924), Maler und Illustrator (Professor von 1908 bis 1919)
- Friedrich Gerhardt (1828–1921), Genremaler und Maltechniker (Student ab 1854)
- Jürgen Goertz (* 1939), Bildhauer
- Artur Graf (1911–1989), Maler
- Carlos Grethe (1864–1913), Maler
- Christina Griebel (* 1973), seit 2015 Professorin für Fachdidaktik, Kunst und Bildungswissenschaften
- Arthur Grimm (1883–1948), Landschaftsmaler
- Erwin Gross (* 1953), Maler (Student bis 1980, Professor seit 1989, Rektor 2000 bis 2012)

## H
- Hermann Haas (1878–1935), Keramiker und Maler
- Leo Haas (1901–1983), Maler, Grafiker, Zeichner und Karikaturist
- Gretel Haas-Gerber (1903–1998), Malerin und Zeichnerin
- Albrecht von Hancke (1924–2017), Maler und Zeichner
- Arminius Hasemann (1888–1979), Bildhauer und Grafiker
- Wilhelm Hasemann (1850–1913), Maler
- Theobald Hauck (1902–1980), Bildhauer
- Albert Haueisen (1872–1954), Maler
- Harald Häuser (* 1957), Künstler
- Axel Heil (* 1965), Mixed-Media-Künstler (Student bis 1990, Professor ab 2002)
- Wilhelm Hempfing (1886–1948), Kunstmaler
- Joachim Heusinger von Waldegg (* 1940), Kunsthistoriker (Professor von 1984 bis 2006)
- Ernst Hildebrand (1833–1924), Historien- und Porträtmaler (Professor ab 1875)
- Franz Xaver Hoch (1869–1916), Landschaftsmaler
- Karl Hofer (1878–1955), Maler
- Theobald Hofmann (1861–1953), Architekt, Professor und Fachbuchautor
- Leni Hoffmann (* 1962), Malerin und Bildhauerin (Professorin seit 2002)
- Karl Hubbuch (1891–1979), Maler und Lithograf

## I
- Egon Itta (1890–1971), Maler

## J
- Raimer Jochims (* 1935), Maler

## K
- Leopold von Kalckreuth (1855–1928), Maler
- Friedrich Kallmorgen (1856–1924), Maler
- Max G. Kaminski (1938–2019), Maler (Professor von 1980 bis 2004)
- Gustav Kampmann (1859–1917), Maler und Graphiker
- Alexander Kanoldt (1881–1939), Maler
- Ferdinand Keller (1842–1922), Maler
- Ludwig Kern (1902–1942), Bildhauer
- Anselm Kiefer (* 1945), Maler und Bildhauer
- Hans Kindermann (1911–1997), Bildhauer (Professor von 1957 bis 1977, Rektor von 1963 bis 1971)
- Erich Kips (1869–1945), Maler
- Per Kirkeby (1938–2018), dänischer Maler, Bildhauer und Architekt
- Heinrich Kley (1863–1945), Zeichner und Illustrator
- Harald Klingelhöller (* 1954), Bildhauer (Professor seit 1991, Rektor ab 1. September 2018)
- Gustav Kluge (* 1947), Maler
- Julius Koch (1882–1952), Maler und Graphiker
- Rainer Küchenmeister (1926–2010), Maler und Hochschullehrer
- Heinz Kupfernagel (1922–2014), Maler, Graphiker und Kunstpädagoge
- August Kutterer (1898–1954), Maler

## L
- Max Laeuger (1864–1952), bildender Künstler
- David D. Lauer (1939–2014), Bildhauer (Professor von 1974 bis 2004)
- Kalin Lindena (* 1977), Künstlerin (Professorin seit 2014)
- Wilhelm Loth (1920–1993), Bildhauer
- Emil Lugo (1840–1902), Maler und Grafiker
- Markus Lüpertz (* 1941), Maler und Grafiker

## M
- Klaus Mangler (1927–2019), Bildhauer, Maler und Grafiker
- Ruth Meisner (1902–1973), Bildhauerin, Keramikerin und Malerin
- Carolin Meister (* 1969), Kunsthistorikerin (Professorin seit 2009)
- Rainer Metzger (* 1961), Kunsthistoriker (Professor seit 2004)
- Claus Meyer, Maler (Professor von 1890 bis 1895)
- Hermann Moest (1868–1945), Aktmaler
- Wilhelm Morano (1885–1958), Maler und Graphiker
- Julia Müller (* 1965),  Künstlerinnenduo Claudia & Julia Müller (Professorin)
- Willi Müller-Hufschmid (1890–1966), Maler und Zeichner
- Rolf Müller-Landau (1903–1956), Maler
- Willi Münch-Khe (1885–1960), Maler, Grafiker und Kunstgewerbler

## O
- Igor Oleinikov (* 1968), Maler

## P
- Johannes Pawlik (1923–2020), Maler, Grafiker, Autor und Kunstpädagoge
- Wolf Pehlke (1955–2013), Künstler und Autor
- Robert Poetzelberger (1856–1930), österreichischer Maler, Bildhauer und Kunstprofessor (Professor von 1892 bis 1899)
- Karl Piepho (1869–1920), Maler

## R
- Paul von Ravenstein  (1854–1938), Landschaftsmaler
- Gustav Rehm (1864–1945), Maler[1]
- Anselm Reyle (* 1970), Künstler
- Caspar Ritter (1861–1923), Maler (Professor von 1888 bis 1919)
- Carl Röchling (1855–1920), Maler und Illustrator
- Gerhard Roese (* 1962), Bildhauer, Kunsthistoriker und Architektur-Modellbauer
- Daniel Roth (* 1969), Künstler (Student bis 1997, Professor ab 2007)
- Philipp Röth (1841–1921), Maler und Zeichner
- Helmut Rußwurm (1911–1995), Maler und Graphiker

## S
- Michel Sauer (* 1949), Bildhauer
- Wilhelm Sauter (1896–1948), Maler und Zeichner
- Johann Wilhelm Schirmer (1807–1863), Maler (erster Direktor seit 1854)
- Rudolf Schlichter (1890–1955), Maler, Zeichner und Schriftsteller
- Georg Scholz (1890–1945), Maler
- Gustav Schönleber (1851–1917), Maler (Professor von 1880 bis 1917)
- Georg Schreyögg (1870–1934), Bildhauer (Professor von 1920 bis 1932)
- Emil Schumacher (1912–1999), Maler
- Ernst Schurth (1848–1910), Maler (Professor von 1885 bis 1910)
- Sebastian Späth (* 1991), Journalist und Künstler
- Erwin Starker (1872–1938), Maler
- Marcus Steinweg (* 1971), Philosoph und Kunsttheoretiker (Vertretungsprofessur seit 2017)
- Adolf Strübe (1881–1973), Maler und Bildhauer
- Bernhard Studer (1832–1868), Schweizer Maler

## T
- Klaus Theweleit (* 1942), Kunsttheoretiker (Professor von 1998 bis 2008)
- Hans Thoma (1839–1924), Maler
- Eduard Trautwein (1893–1978), Maler
- Wilhelm Trübner (1851–1917), Maler
- Wolfgang Trust (1926–1986), Bildhauer und Grafiker

## V
- Christoph Voll (1897–1939), Bildhauer und Grafiker
- Hans Richard von Volkmann (1860–1927), Illustrator und Landschaftsmaler
- Hermann Volz (1897–1919), Bildhauer (Professor von 1880 bis 1919)

## W
- Emil Wachter (1921–2012), bildender Künstler
- Holger Walter (* 1968), Bildhauer und Zeichner
- Marijke van Warmerdam (* 1959), niederländische Videokünstlerin (Professorin seit 2004)
- Corinne Wasmuht (* 1964), Malerin (Professorin seit 2016)
- Hermann Weber (* 1959), Hochschullehrer für Kunst & Design
- Emil Rudolf Weiß (1875–1942), Typograf, Grafiker, Maler, Lehrer und Dichter (Student von 1893 bis 1896)
- Herbert Wetterauer (* 1957), Maler und Bildhauer
- Else Winnewisser (* 1936), Malerin
- Michael Witlatschil (* 1953), Bildhauer
- Curt Witte (1882–1959), Maler

## Z
- Wladimir Lukianowitsch von Zabotin (1884–1967), ukrainisch-deutscher Maler